# Carlo II. Tocco
Carlo II. Tocco (* wohl in Zakynthos (Zante); † 30. September 1448 wohl in Arta) aus der italienischen Familie Tocco war von 1429 bis 1448 Pfalzgraf von Kefalonia und Despot von Epirus.

## Leben
Carlo II. Tocco wurde vermutlich zu Beginn des 15. Jahrhunderts auf Zakynthos (Zante) geboren. Sein Vater war Leonardo II. Tocco, Pfalzgraf von Kefalonia und Zakynthos usw.
Nachdem dieser bereits früh um das Jahr 1418 gestorben war, wurde Carlo II. von seinem Onkel Carlo I. Tocco, dem Pfalzgrafen von Kefalonia und Despoten von Epirus, adoptiert. 1424 wurde er zum „Graf von Zante“ ernannt.
1429 erbte Carlo II. Tocco nach dem Tod seines Onkels die Pfalzgrafschaft Kefalonia und das Despotat Epirus, da dieser keine erbberechtigten Nachkommen hatte, sondern nur mehrere illegitime Kinder. Diese Erbschaft wurde von einem der unehelichen Söhne, Memnon Tocco, abgelehnt. Er forderte einen Teil des Staates für sich selbst und rief die Osmanen zu Hilfe. Die Osmanen eroberten im folgenden Erbfolgekrieg am 9. Oktober 1430 Janina, nachdem sie zuvor Thessaloniki eingenommen hatten. Carlo II. musste sich ihnen unterwerfen, durfte aber in den restlichen Gebieten weiter regieren. Da er nur noch einen Bruchteil von Epirus beherrschte, nannte er sich nicht mehr „Despot von Epirus“, sondern „Despot von Arta“.
Um Unterstützung gegen die Türken zu erhalten, unterstellte sich Carlo II. der Republik Venedig und bat um venezianischen Schutz. Er wurde daraufhin venezianischer Bürger und Mitglied des Großen Rats. Daraufhin sagte sich Carlo II. im Jahr 1444 von der osmanischen Oberherrschaft los, wurde aber kurz darauf von den Osmanen gefangen genommen und musste sich erneut als Vasall unterwerfen.
Bereits 1448 starb Carlo II. Tocco, sein junger Sohn Leonardo III. Tocco wurde sein Nachfolger. Vor seinem Tod hatte Carlo II. einen Regentschaftsrat, bestehend aus vier Gouverneuren, gebildet, der nun im Namen Leonardos III. die Staatsgeschäfte übernahm. Als die Osmanen  1449 Leonardos Gebiet eroberten, nannten sie es Karli-Eli, das „Land von Karl“, in Anlehnung an Carlo II.

## Nachkommen
Carlo II. Tocco hatte mit Raimondina di Ventimiglia († nach 1449), Tochter von Giovanni I. Ventimiglia  (* 1382; † 1473 Castelbuono 1473), 1. Marquis von Geraci usw., Gouverneur der Stadt Neapel, und Agata de Prades vier Kinder:
- Leonardo III. Tocco, letzter Pfalzgraf von Kefalonia und Despot von Arta
- Antonio Tocco († 1483 auf Kefalonia),[6] eroberte 1481 mit Hilfe katalanischer Söldner die Ionischen Inseln Zakynthos und Kefalonia zurück, wurde aber von seinen Soldaten, die zu den Venezianern übergelaufen waren, verraten und getötet.[7]
- Giovanni Tocco, heiratete Lucrezia
- Elvira Tocco († vor 1479)